# Педесет нијанси — Мрачније
Педесет нијанси — Мрачније (енгл. Fifty Shades Darker) је еротски роман, други наставак трилогије британске списатељице Е. Л. Џејмс.

## Синопсис
Након што је оставила Кристијана Греја, Анастазија Стил отпочиње пословну каријеру у једној издавачкој кући у Сијетлу. Ипак жеља за Кристијаном је и даље не напушта. Убрзо јој Кристијан нуди нови уговор, на који Ана не успева да одоли. Убрзо Ана сазнаје више о мучној прошлости свог љубавника. И док се он бори са својим демонима, Ана се мора суочити с бесом и завишћу жена, које су пре ње биле у Кристијановом животу. А онда мора донети и најбитнију одлуку у свом животу.